# Бребиссон, Альфонс де
Луи́ Альфо́нс де Бребиссо́н (фр. Louis Alphonse de Brébisson; 1798—1872) — французский натуралист, археолог и фотограф.

## Биография
Луи Альфонс де Бребиссон родился в семье известного энтомолога 25 сентября 1798 года в коммуне Фалез. С детства интересовался энтомологией и минералогией, однако вскоре перешёл на изучение орхидных и тайнобрачных растений.
С 1826 по 1839 Бребиссон выпускал серию эксикатов моховидных растений флоры Нормандии. Бребиссон был, вероятно, единственным французом своего времени, изучавшим диатомовые и десмидиевые водоросли. Также он издал несколько публикаций по орхидеям и мхам.
Помимо изучения ботаникой Бребиссон был известным фотографом. Он издал книгу по методам фотографии и выбору оборудования.
Альфонс де Бребиссон скончался 26 апреля 1872 года.
Луи Альфонс был членом Линнеевского общества Нормандии. Основной гербарий Бребиссона хранится в Канском университете (CN). Диатомовые водоросли разделены между Парижским музеем естественной истории (PC) и Музеем Анри ван Хёрка в Антверпене (AWH).

## Некоторые научные публикации
- Brébisson, L.A. (1835). Flora de la Normandie. — Ed. 1. — 430 p.
- Brébisson, L.A. (1849). Flora de la Normandie. — Ed. 2. — 356 p.
- Brébisson, L.A. (1859). Flora de la Normandie. — Ed. 3. — 400 p.
- Brébisson, L.A. (1869). Flora de la Normandie. — Ed. 4. — 423 p.
- Brébisson, L.A. (1879). Flora de la Normandie. — Ed. 5. — 518 p.

## Роды, названные в честь Л. А. Бребиссона
- Brebissonia Spach, 1835, nom. rej. [= Fuchsia L., 1753]
- Brebissonia Grunow, 1860, nom. cons.